# Aeroportul Plettenberg Bay
Aeroportul Plettenberg Bay (IATA: PBZ, ICAO: FAPG) este un aeroport din Bitou Local Municipality⁠(d), Garden Route District Municipality⁠(d), Provincia Western Cape, Africa de Sud.
Situat la o altitudine de 142 m, aeroportul dispune de o singură pistă. Este operat de Bitou Local Municipality⁠(d).